# فرهاد قریب
فرهاد قریب که در هالیوود با نام استیون راش (به انگلیسی: Steven Rush) شناخته می‌شود، فیلمنامه‌نویس و مستندساز ایرانی-آمریکایی ساکن لس آنجلس که در سینمای هالیوود فعالیت داشت. قریب، فارغ‌التحصیل کارگردانی از ایالات متحده آمریکا است. وی فعالیت سینمایی را با فیلم‌های «THE BLACK ROSE", "RUNNING FROM THE SHADOW» در ایالات متحده آغاز کرد و نخستین ساخته خود را در ایران با نام پل سیزدهم تجربه کرد.

## فیلمشناسی
| سال  | نام فیلم                 | کارگردان | تهیه‌کننده | نویسنده | توضیحات            |
| ---- | ------------------------ | -------- | --------- | ------- | ------------------ |
| ۲۰۱۰ | Call the Floorman        |          |           | آری     | مجموعه تلویزیونی   |
| ۲۰۰۶ | پل سیزدهم                | آری      | آری       | آری     | در ایران ساخته شده |
| ۲۰۰۱ | Extreme Honor            | آری      |           | آری     |                    |
| ۲۰۰۰ | Running from the Shadows | آری      |           | آری     |                    |
| ۲۰۰۰ | The Black Rose           | آری      |           | آری     |                    |
| ۱۹۹۹ | Unconditional Love       | آری      |           | آری     |                    |